# Hans Drakenberg
Hans Drakenberg (n. 4 februarie 1901, Stockholm, Suedia-Norvegia – d. 1 noiembrie 1982, Malmö, Malmöhus⁠(d), Suedia) a fost un scrimer suedez specializat pe spadă. A fost laureat cu argint pe echipe la Jocurile Olimpice de vară din 1936, clasându-se pe locul 4 la individual. A fost și campion mondial la individual în 1936 și dublu vicecampion pe echipe în 1935 și 1949. Pentru realizările sale a primit medalia de aur a cotidianului Svenska Dagbladet.